# マイ プレイリスト Love for Japan 〜kizashi〜
マイ プレイリスト Love for Japan 〜kizashi〜（マイ プレイリスト ラヴ・フォー・ジャパン 〜キザシ〜）は、2011年10月3日から2017年3月26日までニッポン放送で放送されていたラジオ番組。ナイターオフシーズンの当初は毎週月曜日 - 金曜日の21:00 - 21:50の放送であったが、2012年4月1日から毎週日曜日の23:30 - 24:30の放送に変更される。

## 概要
『Good Musicでニッポンを元気に!』をキーワードに日替わりパーソナリティが各自のテーマを元に曲をセレクトし、その思いを語る。
毎週金曜日は東日本大震災被災地にゆかりのあるパーソナリティがセレクトする。
また、これはコンテンツが足りず独自放送が困難な臨時災害放送局支援のため、一度放送した番組の録音CDを郵送し該当局で放送してもらうという新しい試みもある。
オンエアされた楽曲は公式サイトに掲載される。

## 出演者

### ナビゲーター
- 五戸美樹（月 - 木）
- 那須恵理子（金、日）

番組のオープニング・エンディングのナレーションを担当。2012年4月1日以降は那須のみとなる。
また、金曜は那須が各地域のFM局と掛け合いをしながら進行する場合もある。

### パーソナリティとテーマ（ニッポン放送基準）

#### 2011年
- 10月3日 - 松任谷正隆「Home」
- 10月4日 - 加藤登紀子「出逢い」
- 10月5日 - 屋敷豪太「元気が出る曲」
- 10月6日 - 宇崎竜童「シミジミ、切々　泣き節ソング」
- 10月7日 - 木村彩子「心の支えになる曲」
- 10月10日 - 武部聡志「出逢い」
- 10月12日 - 川平慈英「JAYとミュージック」
- 10月13日 - My Little Lover「秋のお薦めソング」
- 10月14日 - 田中里実「夜のドライブ」※ニッポン放送は野球中継延長のため休止
  - 17日 - 21日はスペシャルウィークとして、ニッポン放送レギュラーパーソナリティが登場 -
- 10月17日 - 小倉智昭「私が選ぶ癒しの名曲」
- 10月19日 - テリー伊藤「テリー伊藤の青春ソング!」
- 10月20日 - 徳光和夫「今までは考えられないタイトルと歌詞特集」
- 10月21日 - 上柳昌彦「故郷への想い」
- 10月24日 - 氷川きよし
- 10月25日 - 貴水博之「僕がシビれたアーティスト」
- 10月26日 - オルケスタ・デ・ラ・ルス NORA「元気になるラテン」
- 10月27日 - 清水ミチコ「マイルーツ」
- 10月28日 - Monkey Majik「聞くと癒やされ、元気になれる曲!」
- 11月1日 - 石川さゆり「美しき日本の原風景」
- 11月3日 - 茂木健一郎「テッパン」※ニッポン放送はショウアップナイタースペシャルのため休止
- 11月4日 - 田中里実※ニッポン放送はショウアップナイタースペシャルのため休止
- 11月7日 - 高濱正伸「親から子へ、子から親へ」
- 11月8日 - 若旦那（湘南乃風）「笑顔になれる曲」
- 11月9日 - 夏木マリ「愛」
- 11月10日 - 林家たい平「元気をもらった映画音楽」
- 11月11日 - 畠山美由紀「心がとっても温かくなる曲」
- 11月14日 - DEPAPEPE「アコースティックな名曲
- 11月18日 - 田中里実「夜のドライブ」
- 11月21日 - 小倉久寛「マイ・ヒストリカル・ソング」
- 11月22日 - 佐野史郎「アンチエイジング・スクリーン・ミュージック」
- 11月23日 - 中村雅俊「マイターニングポイント」
- 11月24日 - Fantastic Plastic Machine「ワタシの好きな男性ヴォーカル曲」
- 11月25日 - クミコ「愛」
- 11月28日 - 大宮エリー「ネガティブになりそうなとき慌てて聴く曲」
- 11月29日 - スキマスイッチ「僕たちがコラボレーションした曲」
- 11月30日 - 茂木健一郎「テッパン」
- 12月1日 - 三浦友和「60年代フォークからロックへ」
- 12月2日 - 安東理紗「3/11以降宮城でかかった曲」
- 12月5日 - 宮沢和史「日本の歌〜望郷編〜」
- 12月6日 - きくち伸「私は負けない！」
- 12月7日 - ケラリーノ・サンドロヴィッチ「執筆中のBGM」
- 12月8日 - 石田衣良「あたたかなメロディ」
- 12月9日 - Rake「元気になれる曲たち」
- 12月12日 - 松任谷由実「迎春」
- 12月13日 - ASKA「この季節に聴きたい曲」
- 12月14日 - 大竹しのぶ「伝えたい事」
- 12月15日 - MISIA「私が選ぶSOUL MUSIC」
- 12月16日 - 石井竜也「私が選ぶクリスマスセレクション」
- 12月19日 - CHAGE「Cで始まるアーティストの元気が出る曲」
- 12月20日 - Crystal Kay「私にとってのSUPERMAN」
- 12月21日 - ハービー山口「写真家の見た、素顔のミュージシャンたち」
- 12月22日 - 奥田”スインギー”英人「クリスマスに聴きたいジャズ」
- 12月23日 - 熊谷育美「光と影」
- 12月26日 - 藤井フミヤ「アメリカン・クラシック・ロック」
- 12月27日 - 秋川雅史「私が影響を受けた曲」
- 12月28日 - 矢野顕子「優しい気持ちになれる曲」
- 12月29日 - ミッツ・マングローブ「届けたい心と情景」
- 12月30日 - 松浦佳奈「前へ進む力を与えてくれた曲」

#### 2012年
- 1月2日 - 春風亭昇太「私が助けられた曲」
- 1月3日 - 佐々木秀実「私に影響を与えたシャンソン」
- 1月4日 - ジェロ「ソウル・ミュージック」
- 1月5日 - 宮本亜門「私が選ぶ感動のミュージカル・ソング」
- 1月6日 - 紅晴美
- 1月9日 - 清水圭「ググっときちゃった曲」
- 1月10日 - 伊東ゆかり「私が影響を受けた音楽」
- 1月11日 - 武田双雲「何度聴いても飽きない曲」
- 1月12日 - 玉城千春（Kiroro）「子育て中でもリフレッシュする曲」
- 1月13日 - 佐藤ひろ美「いろいろあるけど歩いていこうと思える曲」
- 1月16日 - 山本潤子「私に影響を与えた名曲たち」
- 1月17日 - 平松愛理「LOVE & HARMONY『愛と調和』」
- 1月18日 - 中塚武「僕が好きな作曲家達」
- 1月19日 - 山崎貴「『ALWAYS　三丁目の夕日’64』監督・キャストが選ぶ曲」
- 1月20日 - アサノタケフミ「塩釜災害エフエムスタッフが心に残った楽曲」
- 1月23日 - ピーコ「シャンソンは人生」
- 1月24日 - 野宮真貴「私が選ぶカヴァー曲」
- 1月25日 - 角谷浩一「僕を育てた音楽」
- 1月26日 - 研ナオコ「心で唄う語り歌」
- 1月27日 - 山元町、亘理町、いわぬま、名取臨時災害FM各局 パーソナリティ「パワーをもらった曲」
- 1月30日 - SING LIKE TALKING 佐藤竹善「私の洋邦あったかアコースティックソング」
- 1月31日 - i-dep ナカムラヒロシ「リラックス！日本人アーティストの巻」
- 2月1日 - 五木ひろし「寒い冬こそ、心の芯から暖まる曲」
- 2月2日 - 桑原茂一「SMILE ROCK AGAIN」
- 2月3日 - 永島敏行「私を育んでくれた曲」
- 2月6日 - 早見優「私に元気をくれる曲」
- 2月7日 - coba「オレを変えたあの曲たち」
- 2月8日 - 夏川りみ「私が歌い続けたい曲」
- 2月9日 - 横山剣「宇宙だ！突破だ！音楽だ！！」
- 2月10日 - EPO「私を元気にしてくれた昭和の歌」
- 2月13日 - ROLLY「ROLLY博士の異常すぎる愛情とその影と光　果てしなきグラムロック歌謡の世界」
- 2月14日 - IMALU「テンションが上がる曲」
- 2月15日 - レスリー・キー「パワーピープル」
- 2月16日 - 秦基博「私が選ぶ癒しアコギサウンド」
- 2月17日 - サンドウィッチマン「歌の力」
- 2月20日 - 萩原健一「元気が出る曲」
- 2月21日 - 秋吉久美子「この際浸りたいやるせない気晴らしソング」
- 2月22日 - 市川染五郎「うれしい」
- 2月23日 - 藤原紀香「元気がもらえる曲！」
- 2月24日 - AI「ほっとする」
- 2月27日 - 尾崎亜美「元気が出る曲」
- 2月28日 - Ms.OOJA「私の思春期」
- 2月29日 - 大友康平「いつもラジオが教えてくれた」
- 3月1日 - 小倉淳「僕の育った海」
- 3月2日 - ASA-CHANG「ASA CHANGがいわきを語る」
- 3月5日 - 田中圭「元気になる音楽」
- 3月6日 - 岡本真夜「希望、やさしさ、元気、私が今、思う必要な歌」
- 3月7日 - 重松清「北国フォーク」
- 3月8日 - 石橋凌「我が音楽のルーツ」
- 3月9日 - 河原れん「エネルギーが満ちてくる春の曲」
- 3月12日 - 笑福亭鶴瓶「勇気と情」
- 3月13日 - 安蘭けい「私の好きなミュージカルソング」
- 3月15日 - 六角精児「人生の節目節目に聞く曲」
- 3月16日 - 江口ともみ「心に響いた曲」
- 3月19日 - 谷中敦「Party Music」
- 3月20日 - ナオト・インティライミ「ナオト・インティライミが選ぶ90年代の名曲」
- 3月21日 - 夏目三久「明日へのエンジンソング」
- 3月22日 - ダイアモンド☆ユカイ「魂の詩」
- 3月23日 - 渡辺俊美（TOKYO No.1 SOUL SET）「心ある音楽」
- 3月26日 - YO-KING「ゆるい選曲」
- 3月27日 - 堤幸彦「元気になる」
- 3月28日 - 大倉孝二「あまり有名じゃないけど好きなカバー曲」
- 3月29日 - 仲間由紀恵「明日へのメロディ」
- 4月1日 - 坂崎幸之助「トリニティ（3人組のバンド）」
- 4月8日 - 増子直純（怒髪天）「旅」
- 4月15日 - 辻仁成「カセットの時代」
- 4月22日 - 及川光博「宇宙とロマン」
- 4月29日 - 山口智充「太陽を感じる曲」
- 5月6日 - 宮田和弥「5月病を吹き飛ばせ！」
- 5月13日 - TOSHI-LOW（BRAHMAN） 「2011年3月11日」
- 5月20日 - 岩代太郎「魂のルーツ」
- 5月27日 - キマグレン「この夏に聞きたい曲」
- 6月3日　ギャランティーク和恵「『憧れの歌謡曲DIVAたち』〜隠れた名曲と共に〜」
- 6月10日　鴻上尚史「青春が終わった時に」
- 6月17日　前田亘輝「夏に聴いて欲しい曲」
- 6月24日　中納良恵「元気になる曲」
- 7月1日　藤木直人「僕の好きな曲」
- 7月8日　矢井田瞳「前向きな気持ちになれる曲」
- 7月15日　中島真一（SEKAI NO OWARI）「心の支え」
- 7月22日　蔦谷好位置（agehasprings）「音楽プロデューサー蔦谷好位置を作り上げた8曲+1」
- 7月29日　藤重政孝「旅」
- 8月5日　持田香織「声」
- 8月12日　DEEN「影響を受けた曲」
- 8月19日　大友啓史「今を戦うための曲」
- 8月26日　世良公則「『友情』と『情熱を持つという事』」
- 9月2日　上原ひろみ「この夏のプレイリスト」
- 9月9日　首藤康之
- 9月16日　森公美子「私を助けてくれる歌」
- 9月23日　福岡伸一「循環をささえるもの、それは動的平衡」
- 9月30日　大江千里「My Will 強い意志を感じる楽曲」
- 10月7日　園子温「3.11以降の私のテーマ曲」
- 10月14日　元ちとせ「リラックスタイムに聞く曲」
- 10月21日　戸田恵子「私のターニングポイント」
- 10月28日　周防正行「心に残るテレビドラマ、映画音楽」
- 11月4日　BENI「My Favorite Lovesongs」
- 11月11日　井筒和幸「ボクの大好きなサウンドトラック曲」
- 11月18日　奥華子「私が聴いてきた恋愛ソング」
- 11月25日　バニラビーンズ「毎日が楽しくなる曲」
- 12月2日　加藤敬二「ターニングポイントになった曲」
- 12月9日　葉加瀬太郎「WITH ONE WISH」
- 12月23日　青山テルマ「クリスマス間近に聴きたい曲」
- 12月30日　千田健太「change」

#### 2013年
- 1月6日　笹川美和「東京を一人で移動している時聴く曲」
- 1月13日　キリンジ「旅情」
- 1月20日　行定勲「私がシナリオを書いている時によく聞いている曲」
- 1月27日　モリタマナミ「マイ・リピートソング」
- 2月3日　アップアップガールズ(仮)「テンションがあがる曲」
- 2月10日　平野綾「平野綾はこうして出来た！」
- 2月17日　マイク眞木「マイク眞木が泣いちゃう歌」
- 2月24日　LiLiCo「生きる原動力をくれる曲」
- 3月3日　柳家花緑「私の心をわし掴みにした曲」
- 3月10日　臼澤みさき「大槌町と私」
- 3月17日　4局の災害FMパーソナリティ
- 3月24日　大野裕之「音楽家チャップリン」
- 3月31日　bird「春、まったり聞きたい音楽」
- 4月7日　舘ひろし「心にのこる映画音楽」
- 4月14日　村治佳織「魂のうた、そしてスペイン」
- 4月21日　デヴィ・スカルノ「癒しと憩い」
- 4月28日　遊助「元気の出る曲」
- 5月5日　八代亜紀「ジャンルレスな佳き時代」
- 5月12日　さかいゆう「別れから得る力」
- 5月19日　幅允孝「好奇心は続くよどこまでも」
- 5月26日　吉田兄弟「世界のインストゥルメンタル」
- 6月2日　小柳ゆき「私を解放してくれる曲」
- 6月9日　藤井隆「女優さんが歌う歌」
- 6月16日　吉川晃司「生きる」
- 6月23日　大友良英「ポップス育ち」
- 6月30日　ケント・モリ「ターニングポイント」
- 7月7日　井上芳雄「胸が熱くなる歌」
- 7月14日　小野リサ「夏にそよぐボサノヴァ」
- 7月21日　後藤次利「そばでベースを弾いていて感動した素晴らしきシンガーたち」
- 7月28日　アンドレア・ポンピリオ「体の細胞が目覚める音楽〜世界一周」
- 8月4日　花沢耕太（シカゴプードル）「染み渡る声、こぼれ落ちる涙」
- 8月11日　泉谷しげる「時代を超えたアーティスト達」
- 8月18日　高嶋ちさ子「振り返ればあの曲」
- 8月25日　小籔千豊「コヤソニ」
- 9月1日　鈴木おさむ「キラキラ80年代後半」
- 9月8日　湯川れい子「私とビートルズ」
- 9月15日　うつみ宮土理「出会いの歌」
- 9月22日　藤澤ノリマサ「僕の愛する受け継がれたい歌」
- 9月29日　水田伸生「明日元気になるために」
- 10月6日　野沢直子「ご飯を作っている時に聴きたい女性ボーカルの曲」
- 10月13日　尾関憲一「少年たちの未来」
- 10月20日　SHELLY「人間っていいな」
- 10月27日　松本ひでお「青春とギターと私」
- 11月3日　水谷千重子「千重子がリサイタルで歌う歌全集」
- 11月10日　柳楽優弥「繊細な強さ」
- 11月17日　川名康浩「私が手がけたブロードウェイミュージカル」
- 11月24日　姿月あさと「私が唄いたい歌」
- 12月1日　森若香織「カラオケでヘルシー」
- 12月8日　砂田麻美「映画に魔法をかける唄」
- 12月15日　高橋真麻「心と体が踊る昭和歌謡」
- 12月22日　有川浩「気分上昇」
- 12月29日　クリス・ハート「クリス・ハートが冬に聴きたくなる日本の名曲」

#### 2014年
- 1月5日　阿久津陽一郎「開演前にモチベーションを上げる曲」
- 1月12日　岡本知高「青春のクラシカルクロスオーバー」
- 1月19日　又吉直樹「散歩する時によく聴く曲」
- 1月26日　東儀秀樹「きのうのせつなさ、明日の元気」
- 2月2日　西本智実「温故知新」
- 2月9日　石塚英彦「ボクの骨格」
- 2月16日　八木沼純子「ソチで羽ばたく『アイスモデリスト』たち」
- 2月23日　小塚崇彦「僕のフィギュアライフ」
- 3月2日　尾上松也「松也の素」
- 3月9日　Rake「桜からもらった元気」
- 3月16日　川上ミネ「心が綺麗になる地球の音」
- 3月23日　桜井秀俊「筒美京平の世界」
- 3月30日　阿木燿子「暗いけどcry」
- 4月6日　大空祐飛「私の心を揺さぶる曲」
- 4月13日　中川翔子「私の人生を切り開いてくれた曲」
- 4月20日　中塚翠涛「旅する音」
- 4月27日　GACKT「未来を切り開く」
- 5月4日　Bro.TOM「困った時に聞きたい曲」
- 5月11日　ウェイウェイ・ウー「二つの故郷 〜Reborn〜」
- 5月18日　武井壮「僕を動かす魔法の唄」
- 5月25日　伊藤洋介（東京プリン）「がんばれ！バブル世代」
- 6月1日　五輪真弓「My Music Diary」
- 6月8日　山崎育三郎「NO MUSICAL, NO LIFE」
- 6月15日　神田沙也加「切ない日」
- 6月22日　木村充揮「FEEL」
- 6月29日　岸谷香「 https://ameblo.jp/kaori-kishitani/ 」
- 7月6日　板野友美「マイ・スワッギー・ソング」
- 7月13日　生方ななえ「とことん惚れた曲」
- 7月20日　根本宗子「女の子が私を、日本を元気にする！〜開始７秒で高まるアイドルソング〜」
- 7月27日　松田美由紀「私の掘り出しソング」
- 8月3日　イッセー尾形「私の昭和ソング ベストナイン」
- 8月10日　高野寛「光」
- 8月17日　熊谷和徳「インスピレーション」
- 8月24日　森尾由美「家族に繋がる曲」
- 8月31日　小室哲哉「100年、200年歌い継がれてほしい曲」
- 9月7日 - 青木絵美「石巻が励まされた曲」
- 9月14日 - 細坪基佳「僕の青春ソング」
- 9月21日 - TOWA TEI「僕のNY」
- 9月28日 - 宮崎みぎわ「問答無用のジャズ＆グルーヴ」
- 10月5日 - 増田セバスチャン「日常に潜む夢の入り口＜ファンタジー歌謡＞」
- 10月12日 - 早乙女太一「僕のセット・チェンジ・ソング」
- 10月19日 - 一青窈「ライブ前に楽屋で流したい曲」
- 10月26日 - HYDE「ブリティッシュ・ニュー・ウェイヴ」
- 11月2日 - 茅原実里「夢の途中」
- 11月9日 - May J.「私のミューズたち」
- 11月16日 - 菜月チョビ「菜月チョビの演劇と音楽」
- 11月23日 - 千住明「ストーリー」
- 11月30日 - ISEKI（キマグレン）「音楽とアコギと繋がりと」
- 12月7日 - 涼風真世「心の奥底に、魂に響き渡る楽曲」
- 12月14日 - 新垣隆「さまざまな出会いのなかで…」
- 12月21日 - 高畑充希「心に沁みる唄」
- 12月28日 - 小川直也「INOKI BOM-BA-YE2014」

#### 2015年
- 1月4日 - 音月桂「パワーチャージ　思わずヘビーローテーションしてしまう曲」
- 1月11日 - 河原れん「女優」
- 1月18日 - 紀里谷和明「悼み」
- 1月25日 - 酒井雄二「ハモれメロス1964」
- 2月1日 - 谷村新司「100年後の君に聴かせたい歌」
- 2月8日 - 浜崎貴司「ボクの忌野清志郎」
- 2月15日 - 西村由紀江「クラシカルなスタンダードナンバー」
- 2月22日 - ピーター・バラカン「負けるもんか！」
- 3月1日 - 大島花子「わたしの ふるさと」
- 3月8日 - 福島県双葉郡の中高生「ふるさとへの思い 未来への思い」
- 3月15日 - 風間俊介「雨」
- 3月22日 - 吉井和哉「胸キュン」
- 3月29日 - 久保田利伸「春（Spring）」
- 4月5日 - はな「学校の思い出」
- 4月12日 - 原田郁子「ある鼓動」
- 4月19日 - 萩原健太「DJがヒーローだった！」
- 4月26日 - 東出昌大「別世界へ連れて行ってくれる曲」
- 5月3日 - 浜野謙太「シャウターが研究する、歌ってなんだろう」
- 5月10日 - 野呂一生「元気が出るサウンド」
- 5月17日 - 華原朋美「華原朋美を忘れたいとき」
- 5月24日 - 後藤正文（ASIAN KUNG-FU GENERATION）「闇夜を暖めるプレイリスト」
- 6月7日 - 上妻宏光「融合」
- 6月14日 - 柄本明「お芝居」
- 6月21日 - うじきつよし「自由」
- 6月28日 - 中村中「それでも行きてゆく」
- 7月5日 - 佐藤めぐみ「背中を押してもらう曲」
- 7月12日 - 高島孝太郎（東京大衆歌謡楽団）「音楽革命」
- 7月19日 - GENKING「僕のパワーミュージック」
- 7月26日 - U-zhaan「夏を乗り切る女性ボーカル」
- 8月2日 - 吉元由美「言葉が私たちをつなぐ」
- 8月9日 - 新里英之（HY）「Smile & Peace」
- 8月16日 - Rake（被災地の人々の声と選曲）「ココロのエネルギー」
- 8月23日 - 亀渕友香「時代を駆け抜けていった曲」
- 8月30日 - 山崎まさよし「かっこいいギター」
- 9月6日 - 國村隼「未来への期待と不安」
- 9月13日 - 松尾潔「メロウな歌謡ポップ」
- 9月20日 - 船山基紀「音を楽しむ」
- 9月27日 - 安寿ミラ「シャンソン＆ダンス」
- 10月4日 - 寺田恵子「WOMAN」
- 10月11日 - 古謝美佐子「世界の島唄」
- 10月18日 - 鈴木明子「I LOVE MUSICAL」
- 10月25日 - 稲垣潤一「僕のハートを鷲掴みした曲」
- 11月1日 - はるな愛「夢を与えてくれた曲」
- 11月8日 - 篠山輝信「僕が旅をしながら聞いている曲」
- 11月15日 - 辛酸なめ子「気になるセレブ」
- 11月22日 - 新妻聖子「物語のある歌」
- 11月29日 - 広瀬香美「憧れる声」
- 12月6日 - 森口博子「大先輩魂」
- 12月13日 - 土屋アンナ「NAKED」
- 12月20日 - 星野源「イエローミュージック」
- 12月27日 - 中村由利子「出逢い」

#### 2016年
- 1月3日 - 八神純子「大切な人を思う歌」
- 1月10日 - 佐橋佳幸「出会いの連鎖」
- 1月17日 - 南野陽子「心が育った曲」
- 1月24日 - メイリー・ムー「私が生まれて育ったところ、新宿二丁目」
- 1月31日 - チャラン・ポ・ランタン「音楽の赤い糸」
- 2月7日 - 石川さゆり「私の歌の履歴書」
- 2月14日 - 吉沢亮「一人の時に聴く曲」
- 2月21日 - コロッケ「ものまね」
- 2月28日 - 純名里沙「私の記憶の中の音楽」
- 3月6日 - 大友良英＆チャレンジふくしまパフォーミングアーツプロジェクト！のみなさん「元気をもらえる曲」
- 3月13日 - 北乃きい「everything happens for a reason」
- 3月20日 - 小池徹平「応援ソング」
- 3月27日 - 中川晃教「My Music,My World」
- 4月3日 - 大貫妙子「何年経っても古びない音楽」
- 4月10日 - 新沼謙治「マイロード」
- 4月17日 - 古内東子「魅惑の歌声」
- 4月24日 - 蛭子能収「長崎、青春ソング」
- 5月1日 - 岩里祐穂「希望の歌」
- 5月8日 - 関島岳郎「歩きながら口ずさむ音楽」
- 5月15日 - ラサール石井「あまり聞いた事ないかもしれないけど、キュンとしてそのあと元気が湧いてくる曲」
- 5月22日 - 今陽子「私が好きで憧れる人」
- 5月29日 - 千住真理子「癒し」
- 6月5日 - 有安杏果（ももいろクローバーZ）「私が真夜中に聴く曲」
- 6月12日 - 河島亜奈睦「10代の頃に出会った曲」
- 6月19日 - 大江千里「僕の10代」
- 6月26日 - 内博貴
- 7月3日 - 佐藤善雄「シャネルズ、そして佐藤善雄ヒストリー」
- 7月17日 - 佐野元春「THIS!!」
- 7月24日 - 清水直樹（サマーソニック・ファウンダー）「SUMMER SONIC IN MY LIFE」
- 7月31日 - 佐々木彩夏（ももいろクローバーZ）「つながり」
- 8月7日 - 中西圭三「時代と作曲と私」
- 8月28日 - 南佳孝「夏の終わりに聞きたい曲」
- 9月4日 - 白井貴子「歌って踊って元気にな〜れ！」
- 9月11日 - 藤重佳久（活水中学校・高等学校吹奏楽部顧問）「音楽は心のビタミン」
- 9月18日 - 服部克久「戦後、歌謡曲はJAZZだった」
- 9月25日 - 遊佐未森「秋の夜長のメロディ」
- 10月2日 - 伊藤今人（梅棒）「演劇とダンスをつなぐ『J-POP』」
- 10月9日 - 松居慶子「音楽がつなぐ絆」
- 10月16日 - 中孝介「奄美大島の島唄」
- 10月23日 - 笹野高史「あっ！聴いたことある！」
- 10月30日 - 今泉圭姫子「キラキラした洋楽黄金時代 THE BOYS」
- 11月6日 - 高橋優「歌詞が興味深い楽曲」
- 11月13日 - 伊勢正三「悲しみの向こうに…」
- 11月20日 - 三宅裕司「鳥肌」
- 11月27日 - MASA「家族の絆」
- 12月4日 - 村井邦彦「音楽仲間」
- 12月11日 - 松居大悟「悲しみを吹っ飛ばす曲」
- 12月18日 - 星加ルミ子「いくつになってもビートルズ」
- 12月25日 - 田村麻子「涙を流す」

#### 2017年
- 1月1日 - 小椋佳「MY FAVORITE 歌謡曲」
- 1月8日 - 城之内早苗
- 1月15日 - 岸田敏志「共に歩いてきた音楽たち」
- 1月22日 - 吉田建「僕の音楽宝石箱」
- 1月29日 - 服部隆之「僕を作った音楽たち」
- 2月5日 - Shusui（canna）「僕のルーツミュージック」
- 2月12日 - 星野概念
- 2月19日 - 野崎良太（Jazztronik）「もうすぐ、春」
- 2月26日 - 中尾ミエ「音のない世界なんて、、、、」
- 3月5日 - 瀬奈じゅん「家族」
- 3月12日 - 井ノ原快彦「青春ってなんだ」
- 3月19日 - 東北の被災地の声と選曲総集編SP
- 3月26日 - 東北の被災地の声と過去の選曲総集編スペシャル

### 特別番組
- 2012年3月11日は日曜日であったが東日本大震災から1年となるため、17:30 - 20:30にかけてスペシャル番組を放送。3月3日にスパリゾートハワイアンズにて、小倉淳と五戸美樹が司会、ゲストに岡本真夜、紅晴美、Rakeを迎えての公開収録のほか、曽野綾子、浅井慎平がマイプレイリストを紹介した。

## 放送時間
| 放送地域       | 放送局                                            | 放送時間                                                        | 備考                                                                      |
| -------------- | ------------------------------------------------- | --------------------------------------------------------------- | ------------------------------------------------------------------------- |
| 関東広域圏     | ニッポン放送                                      | （日）23:30 - 24:30                                             |                                                                           |
| 日本全国       | Suono Dolce （スォーノ・ドルチェ）                | （月〜金）22:00 - 23:00 ※1週遅れでの放送                        | インターネットストリーミングラジオ。 以下の地域以外でも聴くことができる。 |
| 岩手県宮古市   | 宮古災害FM                                        |                                                                 |                                                                           |
| 宮城県石巻市   | 石巻災害FM                                        | （月〜金）18:10 - 19:00                                         |                                                                           |
| 宮城県塩竈市   | 塩竈災害FM                                        | （月〜金）18:00 - 19:00                                         |                                                                           |
| 宮城県気仙沼市 | 気仙沼災害エフエム                                |                                                                 |                                                                           |
| 宮城県名取市   | 名取災害エフエム                                  |                                                                 |                                                                           |
| 宮城県岩沼市   | 岩沼災害FM                                        |                                                                 |                                                                           |
| 宮城県亘理町   | 亘理災害エフエム                                  |                                                                 |                                                                           |
| 宮城県山元町   | 山元災害エフエム                                  |                                                                 |                                                                           |
| 宮城県女川町   | 女川災害エフエム                                  |                                                                 |                                                                           |
| 宮城県南三陸町 | 南三陸災害エフエム                                |                                                                 |                                                                           |
| 福島県南相馬市 | 南相馬災害エフエム （ひばりFM）                   |                                                                 |                                                                           |
| 福島県郡山市   | 郡山コミュニティ放送 （KOCOラジ）                 | （月）22:30 - 23:30 （火〜木）22:00 - 23:00 （金）23:00 - 24:00 |                                                                           |
| 福島県いわき市 | いわき市民コミュニティ放送 （SEA WAVE FM いわき） |                                                                 |                                                                           |
| 茨城県高萩市   | 高萩災害エフエム                                  |                                                                 |                                                                           |
| 茨城県日立市   | ひたちエフエム                                    |                                                                 |                                                                           |